# Triângulo retângulo

Triângulo retângulo

Um triângulo retângulo, em geometria, é um triângulo em que um dos ângulos é reto (ou seja, um ângulo de 90 graus). A relação entre os lados e os ângulos de um triângulo retângulo é a base da trigonometria.
O lado oposto ao ângulo reto é chamado de hipotenusa (lado {\displaystyle c} na figura). Os lados adjacentes ao ângulo reto são chamados de catetos. O lado {\displaystyle a} pode ser identificado como o lado adjacente ao ângulo {\displaystyle {\widehat {B}}} e oposto ao ângulo {\displaystyle {\widehat {A}}}, enquanto o lado {\displaystyle b} é o lado adjacente ao ângulo {\displaystyle {\widehat {A}}} e oposto ao ângulo {\displaystyle {\widehat {B}}}.
Se os comprimentos dos três lados de um triângulo retângulo são inteiros, o triângulo é considerado um triângulo pitagórico e seus comprimentos laterais são coletivamente conhecidos como um triplo pitagórico.

## Principais propriedades

### Área
Como em qualquer triângulo, a área é igual à metade da base multiplicada pela altura correspondente. Em um triângulo retângulo, se um cateto é tomado como base, a outro é a altura; portanto, a área de um triângulo retângulo é metade do produto dos dois catetos. Como fórmula, a área {\displaystyle T} é
{\displaystyle T={\tfrac {1}{2}}ab}
onde {\displaystyle a} e {\displaystyle b} são os catetos do triângulo.
Se o círculo inscrito for tangente à hipotenusa {\displaystyle {\overline {AB}}} no ponto {\displaystyle P}, denotando o semiperímetro {\displaystyle {(a+b+c) \over 2}} como {\displaystyle s}, teremos {\displaystyle PA=s-a} e {\displaystyle PB=s-b}, e a área será dada por
{\displaystyle T={\text{PA}}\cdot {\text{PB}}=(s-a)(s-b).}
Esta fórmula se aplica apenas a triângulos retângulos.

### Alturas

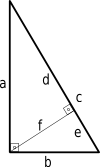
Altura de um triângulo retângulo

Se uma altura é traçada a partir do vértice com o ângulo reto em relação à hipotenusa, o triângulo é dividido em dois triângulos menores que são semelhantes ao original e, portanto, um ao outro. Disto:
- A altura da hipotenusa é a média geométrica (média proporcional) dos dois segmentos da hipotenusa.[2]:243
- Cada cateto do triângulo é a média proporcional da hipotenusa e o segmento da hipotenusa adjacente ao cateto.

Em equações,
{\displaystyle \displaystyle f^{2}=de} (isso às vezes é conhecido como o teorema da média geométrica)
{\displaystyle \displaystyle b^{2}=ce}
{\displaystyle \displaystyle a^{2}=cd}
onde {\displaystyle a}, {\displaystyle b}, {\displaystyle c}, {\displaystyle d}, {\displaystyle e}, {\displaystyle f} são mostrados no diagrama. Portanto
{\displaystyle f={\frac {ab}{c}}}
Além disso, a altura da hipotenusa está relacionada aos catetos do triângulo retângulo por
{\displaystyle {\frac {1}{a^{2}}}+{\frac {1}{b^{2}}}={\frac {1}{f^{2}}}}
A altitude de um dos catetos coincide com a do outro. Como eles se cruzam no vértice em ângulo reto, o ortocentro do triângulo retângulo — a interseção de suas três alturas — coincide com o vértice em ângulo reto.

### Teorema de Pitágoras
O teorema pitagórico afirma que:
Em qualquer triângulo retângulo, a área do quadrado cujo lado é a hipotenusa (o lado oposto ao ângulo reto) é igual à soma das áreas dos quadrados cujos lados são os dois catetos (os dois lados que se encontram em ângulo reto).
Isso pode ser afirmado na forma de equação como
{\displaystyle \displaystyle a^{2}+b^{2}=c^{2}}
onde {\displaystyle c} é o comprimento da hipotenusa e {\displaystyle a} e {\displaystyle b} são os comprimentos dos dois lados restantes.
Os triplos pitagóricos são valores inteiros de {\displaystyle a}, {\displaystyle b}, {\displaystyle c} que satisfazem esta equação.

### Inraio e circunraio

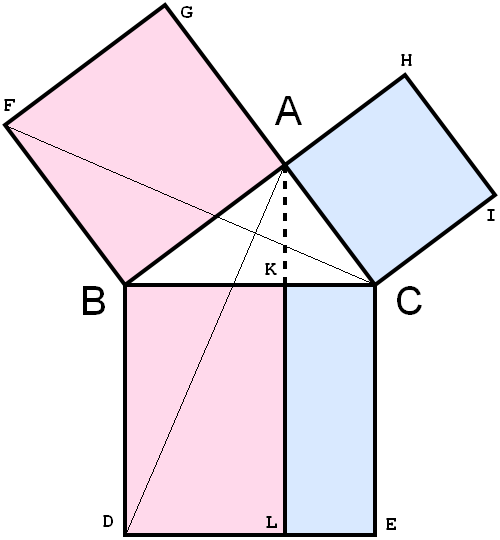
Ilustração do teorema pitagórico

O raio do círculo inscrito em um triângulo retângulo com os catetos {\displaystyle a} e {\displaystyle b} e hipotenusa {\displaystyle c} é
{\displaystyle r={\frac {a+b-c}{2}}={\frac {ab}{a+b+c}}}
O raio do círculo circunscrito é a metade do comprimento da hipotenusa,
{\displaystyle R={\frac {c}{2}}}
Assim, a soma do circunraio e do inraio é a metade da soma dos catetos:
{\displaystyle R+r={\frac {a+b}{2}}}
Um dos catetos pode ser expresso em relação ao inraio e o outro cateto como
{\displaystyle \displaystyle a={\frac {2r(b-r)}{b-2r}}}

## Caracterizações
Um triângulo {\displaystyle \Delta ABC} com lados {\displaystyle a\leq b<c}, semiperímetro {\displaystyle s}, área {\displaystyle T}, altura {\displaystyle h} oposta ao lado mais longo, circunraio {\displaystyle R}, inraio {\displaystyle r}, exraio {\displaystyle r_{a}}, {\displaystyle r_{b}}, {\displaystyle r_{c}} (tangente a {\displaystyle a}, {\displaystyle b}, {\displaystyle c} respectivamente) e medianas {\displaystyle m_{a}}, {\displaystyle m_{b}}, {\displaystyle m_{c}} é um triângulo retângulo se, e somente se, alguma das afirmações na as seis categorias a seguir são verdadeiras. Todos eles também são propriedades de um triângulo retângulo, já que caracterizações são equivalências.

### Lados e semiperímetro
- {\displaystyle \displaystyle a^{2}+b^{2}=c^{2}\quad ({\text{Teorema de Pitágoras}})}
- {\displaystyle \displaystyle (s-a)(s-b)=s(s-c)}
- {\displaystyle \displaystyle s=2R+r.}[7]
- {\displaystyle \displaystyle a^{2}+b^{2}+c^{2}=8R^{2}}[8]

### Ângulos
- A e B são complementares.[9]
- {\displaystyle \displaystyle \cos {A}\cos {B}\cos {C}=0}[8][10]
- {\displaystyle \displaystyle \sin ^{2}{A}+\sin ^{2}{B}+\sin ^{2}{C}=2}[8][10]
- {\displaystyle \displaystyle \cos ^{2}{A}+\cos ^{2}{B}+\cos ^{2}{C}=1}[10]
- {\displaystyle \displaystyle \sin {2A}=\sin {2B}=2\sin {A}\sin {B}}

### Área
- {\displaystyle \displaystyle T={\frac {ab}{2}}}
- {\displaystyle \displaystyle T=r_{a}r_{b}=rr_{c}}
- {\displaystyle \displaystyle T=r(2R+r)}
- {\displaystyle T=PA\cdot PB}, onde {\displaystyle P} é o ponto de tangência do incírculo no lado mais longo {\displaystyle {\overline {AB}}}.[11]

### Inraio e exraio
- {\displaystyle \displaystyle r=s-c=(a+b-c)/2}
- {\displaystyle \displaystyle r_{a}=s-b=(a-b+c)/2}
- {\displaystyle \displaystyle r_{b}=s-a=(-a+b+c)/2}
- {\displaystyle \displaystyle r_{c}=s=(a+b+c)/2}
- {\displaystyle \displaystyle r_{a}+r_{b}+r_{c}+r=a+b+c}
- {\displaystyle \displaystyle r_{a}^{2}+r_{b}^{2}+r_{c}^{2}+r^{2}=a^{2}+b^{2}+c^{2}}
- {\displaystyle \displaystyle r={\frac {r_{a}r_{b}}{r_{c}}}.}[12]

### Altura e medianas
- {\displaystyle \displaystyle h={\frac {ab}{c}}}
- {\displaystyle \displaystyle m_{a}^{2}+m_{b}^{2}+m_{c}^{2}=6R^{2}}[6]:Prob. 954, p. 26
- O comprimento de uma mediana é igual ao circunraio.
- A altura mais curta (a do vértice com o maior ângulo) é a média geométrica dos segmentos de reta em que divide o lado oposto (mais longo). Este é o teorema da altura do triângulo retângulo.

### Círculo inscrito e circunscrito
- O triângulo pode ser inscrito em um semicírculo, com um lado coincidindo com a totalidade do diâmetro (Teorema de Tales).
- O circuncentro é o ponto médio do lado mais longo.
- O lado mais longo é o diâmetro do círculo circunscrito {\displaystyle \displaystyle (c=2R).}
- O circuncírculo é tangente ao círculo de nove pontos.[8]
- O ortocentro fica no circuncírculo.[6]
- A distância entre o incentro e o ortocentro é igual a {\displaystyle {\sqrt {2}}r}.[6]